# Yde
Pour les articles homonymes, voir YDE.
Yde est un village néerlandais de la commune de Tynaarlo, situé dans la province de Drenthe. Le 1er janvier 2020, la population s'élevait à 850 habitants.
Yde est surtout connu pour la découverte, en 1897, d'une momie des tourbières, surnommée la Fille d'Yde.